# Cementacja (geologia)

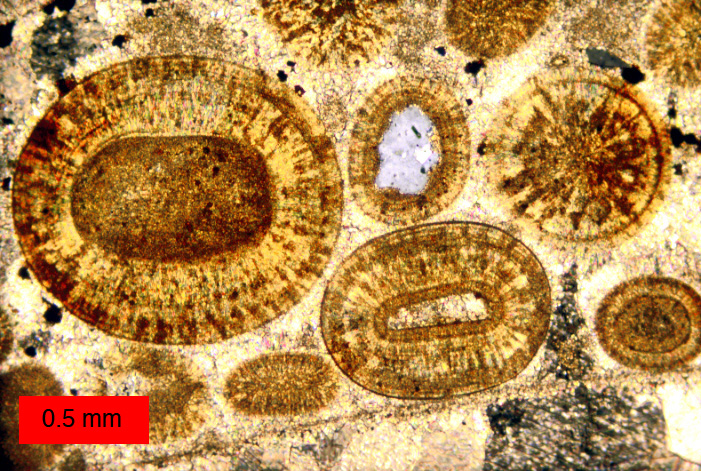

Cementacja – proces lityfikacji, polegający najczęściej na wypełnianiu pierwotnych lub wtórnych pustek międzyziarnowych w luźnych skałach klastycznych spoiwem (węglanami, krzemionką, związkami żelaza, minerałami ilastymi lub innymi związkami).
Jedno z pierwszych stadiów diagenezy.